# Gorbănești
Gorbănești è un comune della Romania di 3 551 abitanti, ubicato nel distretto di Botoșani, nella regione storica della Moldavia.
Il comune è formato dall'unione di 8 villaggi: Bătrânești, George Coșbuc, Gorbănești, Mihai Eminescu, Silișcani, Socrujeni, Viforeni, Vânători.